# Nelle tue mani (singolo)
Nelle tue mani è un brano musicale della cantante Simonetta Spiri, pubblicato il 21 maggio 2021 su tutte le piattaforme digitali. con l'etichetta discografica indipendente Courage Live.

## Il brano
La canzone è una ballad scritta da Simonetta Spiri assieme a Emilio Munda e prodotta da Enrico Palmosi.

## Il video
Il videoclip ufficiale è stato girato a Capo Comino da Alessandro Congiu.
È stato presentato in anteprima su Raiuno all'interno del programma mattutino Il Caffè di Raiuno condotto da Pino Strabioli.

## Tracce
Download digitale
Testi e musiche di Simonetta Spiri, Emilio Munda ed Enrico Palmosi; edizioni musicali Believe Digital.
1. Nelle tue mani – 4:08